# Proschaliphora traiecta
Proschaliphora traiecta är en fjärilsart som beskrevs av Karl Grünberg 1910. Proschaliphora traiecta ingår i släktet Proschaliphora och familjen björnspinnare. Inga underarter finns listade i Catalogue of Life.